# Azul y Negro
Azul y Negro es un grupo musical español de música tecno-pop. Ha desarrollado su actividad artística a lo largo de dos periodos: en la década de los ochenta, con gran popularidad, números uno en las listas de éxitos, dos discos de oro, tres sintonías de la Vuelta Ciclista a España (en 1982 con «Me estoy volviendo loco», 1983 con «No tengo tiempo» y 1993 con «Two pa'ka»), e innumerables sintonías de radio y televisión; Su nombre que hace referencia a los colores de la camiseta del club de fútbol italiano Inter de Milán.
En su primera época estuvo formado por Carlos García-Vaso y Joaquín Montoya ambos de Cartagena. Montoya abandonó el proyecto en 1993 por lo que Carlos García-Vaso compuso y editó tres discos con su propio nombre antes de retomar en solitario el proyecto Azul y Negro en una segunda etapa en la que ha editado dieciséis álbumes. No obstante, Joaquín Montoya regresó al grupo en 2020, dando comienzo a una nueva tercera etapa.
Precursores de la música electrónica española se les considera pioneros en la implantación de novedades tecnológicas y musicales. Su música se basa en sintetizadores, guitarras eléctricas, secuenciadores e instrumentos acústicos, sobre una base preferentemente bailable. La voz es tratada como un instrumento más y, en ocasiones, se robotiza mediante el uso del vocoder.

## Trayectoria
En 1981, con la publicación de La edad de los colores, comienza su andadura artística que en estos primeros años logró una amplia difusión popular. Al año siguiente, con la creación de la canción  «Me estoy volviendo loco» que fue empleada como banda sonora para la Vuelta Ciclista a España 1982, la popularidad del grupo se incrementó lo que motivó que se reeditara el álbum incorporando la nueva canción.

"El éxito de «Me estoy volviendo loco» fue sorprendente. Nadie había hecho una cosa semejante. Nosotros lo hicimos expresamente para la Vuelta. El ritmo de cadencia del pedaleo era el mismo que le implantamos a la música y aquello cuajó de una manera que nos sorprendió a todos. Fue rompedor por completo"
Carlos García-Vaso (El Confidencial, 2016) 

En 1982 la edición de su segundo álbum, La noche, tuvo gran impacto internacional programándose en las sesiones de Studio 54 de Nueva York y empleándose como sintonía para las noticias de canales de televisión en Argentina o España. Azul y Negro fue el primer grupo español que realizó una grabación digital para su álbum Digital (1983) y fueron pioneros también editando un álbum en formato CD, Suspense (1984). Se editaron 200 copias cuando en España casi nadie contaba con un reproductor de CD, ni siquiera el propio Carlos García-Vaso.

"No había ni reproductores en los hogares todavía. Es un privilegio. Fuimos pioneros, los primeros en editar un CD en español y eso es cultura e historia de la música española".
Carlos García-Vaso (El Confidencial, 2016) 

Es el primer grupo español que ha grabado un CD musical con el sistema surround DTS 5.1. Titulado ISS (2003) este mismo sistema no fue explorado hasta dos años después por otros artistas como Jean Michel Jarre. Con motivo de la publicación de este trabajo se editó el 1 de marzo de 2007 el primer sello de correos de curso legal fabricado por la Fábrica Nacional de Moneda y Timbre con la portada de un álbum de un artista español.
En 2008 se publicó un álbum en formato digipack que contenía un disco extra con las pistas en estéreo correspondientes a las cinco partes de Déjà vu más el videojuego Déjà vu invaders, y un DVD con sonido surround 5.1 con imágenes de su carrera desde los años 80 hasta la actualidad.
En 2011 Carlos García-Vaso anunció que su nuevo compañero en Azul y Negro para las actuaciones en directo sería el teclista de estudio y director de orquesta Javier Losada. Sin embargo no hubo gira ese año y su colaboración quedó únicamente reflejada en el álbum Retrospective. 
El álbum Crystalline World (2012) representa una evolución hacia el rock progresivo donde Carlos García-Vaso demuestra sus dotes como guitarrista.
En diciembre de 2013, el grupo comenzó una nueva gira de conciertos retomando sus temas clásicos de los años 80 junto a sus trabajos de la nueva etapa en la gira titulada Suspense, en conmemoración del 30 aniversario del primer CD español (Suspense, 1984) que duró hasta abril de 2014 con conciertos en Santander, Murcia, Guadalajara, Valencia, Málaga, Madrid y Valladolid. En esta gira acompañó en el escenario a Carlos García-Vaso el teclista Carlos López Leal como nuevo miembro oficial del grupo.
En otoño de 2014 mantienen la gira Suspense que recorre otras capitales de provincia, mientras que comienza la preparación de un nuevo trabajo para presentarlo en 2015 con la colaboración de Carlos López como compositor en alguno de los temas. En febrero de 2015 anuncian el lanzamiento del disco, financiado mediante crowdfunding o micromecenazgo, y titulado Locations. 
En noviembre de 2016, el sello Universal Music edita el recopilatorio Dicromo 1981 - 1986 que contiene los álbumes de la "primera etapa" por primera vez en formato CD, remasterizados por Juan Sueiro y con numerosos extras como rarezas, remixes, maquetas, etc.
En noviembre de 2017 se edita a través de Vaso Music el álbum doble Doble o nada en el que a las composiciones de Carlos García-Vaso, se añaden de nuevo las de Carlos López.
En noviembre de 2018 se edita un nuevo trabajo La Vida Eterna recuperando una ópera rock compuesta inicialmente por Carlos García-Vaso en los años 70 dejando esta vez a un lado la electrónica desarrollando una obra de rock progresivo.
En 2019 se presenta Los Siete Dioses la tercera de las óperas rock compuestas por Carlos García-Vaso en los años 70 junto a Crystalline World y La Vida Eterna grabada desde cero con la tecnología y los medios actuales, cerrando ésta trilogía.
En el año 2020 Carlos García-Vaso cae enfermo debido al COVID-19 saliendo finalmente recuperado después de unos días difíciles de hospitalización. Este período provoca un acercamiento entre Carlos García-Vaso y Joaquín Montoya, el otro miembro original de la formación. Debido a este acercamiento, la formación oficial vuelve a ser la original, quedando Carlos López como músico de apoyo. Han grabado su primer álbum con la formación original desde 1993, lanzándose finalmente en la primavera de 2021 bajo el nombre de Perseverance.
En Diciembre del año 2023 se edita un nuevo Album, nuevamente compuesto entre Carlos García-Vaso y Joaquín Montoya "Los colores de la edad".

## Discografía

### Primera etapa (1981-1993)
- 1981: La edad de los colores.
- 1982: La noche.
- 1983: Digital.
- 1984: Suspense.
- 1985: Mercado común.
- 1986: Babel.
- 1988: Es el colmo (maxisencillo).
- 1989: No smoking (maxisencillo).
- 1993: De vuelta al futuro.
- 1996: De vuelta al futuro II.

### Segunda etapa (1998-2019)
- 1998: Innovate (álbum de Carlos García-Vaso reeditado como Azul y Negro).
- 1999: Simbiosis (álbum de Carlos García-Vaso reeditado como Azul y Negro).
- 2001: Musical Mystery Box (álbum de Carlos García-Vaso reeditado como Azul y Negro).
- 2002: Recuerda.
- 2002: Mare Nostrum.
- 2003: ISS («Incursión Sonora Surround», dos versiones: estéreo y DTS 5.1 surround).
- 2005: VOX.
- 2005: El color de los éxitos.
- 2007: Makes Me Happy.
- 2008: Déjà vu.
- 2010: Vision.
- 2011: Retrospective.
- 2012: Crystalline World.
- 2015: Locations.
- 2016: Dicromo 1981-1986. (Reedición de los seis primeros álbumes de la primera etapa).
- 2017: Doble o Nada.[10]
- 2018: La Vida Eterna.[11]
- 2019: Los Siete Dioses.[12]

### Tercera etapa (2020-presente)
- 2021: Perseverance.[13]
- 2023: Los Colores de la Edad.[14]

## Sintonías musicales
- Vuelta ciclista a España 1982: «Me estoy volviendo loco».
- Vuelta ciclista a España 1983: «No tengo tiempo» / «Con los dedos de una mano».
- Vuelta ciclista a Cataluña 1984: «Funky Punky Girl».
- Vuelta ciclista a Valencia 1986: «Vuelva vd. mañana».
- Programa concurso Los sabios: «Hitchcock Makes Me Happy», «Agua de Luna» y «Herzanfall» («Infarto»).
- Programa A la caza del tesoro: «Fu-Man-Chu».
- Programa de radio El rincón del oyente (1985) (RNE, Radio 1): «Babel».
- Programa Costa Cálida: «Mar Menor».
- Cortinillas de deportes: «La torre de Madrid», «Catedral de sal», «No controlo nada» y «El descubrimiento».
- Vuelta ciclista a España 1993: «Two-pa'ka».